# Sufragio censitario
El sufragio censitario, sufragio restringido o voto censitario fue un sistema electoral vigente en distintos países entre finales del siglo XVIII y el siglo XIX, basado en la dotación del derecho a voto solo a la parte de la población que contara con ciertas características imprecisas que le permitiera estar inscrita en un censo electoral.

## Restricciones del censo electoral para el sufragio
El censo electoral, dependiendo de cada legislación, incluía restricciones que, además del sexo (la limitación del sufragio femenino), abarcaba los siguientes campos:
1. Restricciones económicas (como el requisito de poseer propiedades inmuebles o un determinado nivel de rentas). Fueron las más extendidas en las diversas legislaciones, debido a que la falta de riqueza despojaba ampliamente del derecho a voto a numerosas categorías de personas que no tenían acceso al patrimonio (que iban desde las mujeres hasta las poblaciones no blancas en América).
2. Restricciones relacionadas con el nivel de instrucción (requisito de saber leer y escribir). Un ejemplo fueron los "exámenes de alfabetización" practicados en los estados sureños de Estados Unidos de América hasta la promulgación de la Ley de Derechos Civiles de 1964. Estos exámenes servían en la práctica para negar el derecho a voto a la población de raza negra, aun cuando parte de ella estuviera alfabetizada.
3. Restricciones sociales (pertenencia a un determinado grupo social).

## Historia
El sufragio censitario fue la norma para calificar tanto a electores como a elegibles en las primeras revoluciones liberales (estadounidense, francesa, inglesa, etc.) y durante el siglo XIX. En Sudamérica el sufragio censitario existió en la mayoría de los países hasta la década de 1910, cuando se estableció como único requisito el leer y escribir, con lo cual se duplicó el cuerpo de electores. 

### Estados Unidos
Según La otra historia de los Estados Unidos, de Howard Zinn, la Constitución daba el derecho a decidir los requisitos para ejercer el voto a los Estados de la Unión. En desarrollo de esta atribución de poderes, la mayoría de los Estados dejaron en exclusiva el derecho a voto para los hombres blancos con cierto poder adquisitivo o una determinada cantidad de tierra en propiedad. Los pobres y las clases trabajadoras, esclavos, americanos nativos y mujeres, es decir, la gran mayoría de la población, quedaron excluidos de tal derecho.

### Francia
En Francia, los representantes electos del Tercer Estado de los Estados Generales de 1789, que más tarde se convirtieron en Asamblea Constituyente, fueron elegidos por los hombres mayores de 25 años que pagaran impuestos. La Constitución de 1791 mantuvo este sufragio censitario (dividido en dos grados, a la manera de un sufragio indirecto). La Constitución del Año I, que nunca se aplicó, establecía por primera vez el derecho a voto no censitario. Los miembros del Consejo de los Quinientos, la Asamblea Nacional creada por la Constitución del Año III, eran elegidos censitariamente por hombres mayores de 30 años y residentes por lo menos durante diez años en el territorio nacional. La Restauración y la Monarquía de Julio mantuvieron este sistema de voto censitario entre 1815 y 1848. De 1814 a 1830, el patrimonio para figurar en el censo electoral se fijó en 300 francos para la votación y 1000 francos para ser elegible. El 19 de abril de 1831 se redujo a 200 francos y en 1847 descendió a 100, con lo que el censo electoral llegó a 246 000 votantes. En 1848, con la Segunda República, el sufragio censitario fue sustituido por el sufragio masculino.

### Sistema prusiano «de tres clases»
En el sistema censitario se podía dar el caso de que, reuniendo determinadas características, se dispusiera de derecho a más de un voto. O que los votos de diferentes categorías de personas tuvieran ponderaciones inequitativas en el recuento final, lo que efectivamente ocurría en la legislación prusiana denominada "sistema de tres clases". Allí el padrón electoral se dividía en tres tramos o clases sociales según las rentas e impuestos de los votantes. Cada clase tenía una ponderación igual a las otras, independientemente del número de electores que la compusieran, por lo que el desequilibrio en la distribución del ingreso hacía que este sistema abrigara distorsiones especialmente fuertes. Así, en 1849, la primera clase incluía a un 4,7 % de la población, la segunda clase un 12,7 % y la tercera clase un 82,6 %, por lo cual los votantes de la primera clase, que pagaban más impuestos y eran los más ricos, estaban teóricamente sobrerrepresentados con relación a su número en una proporción de 17,5 a 1 en comparación con los votantes de la tercera clase. 
Se llegó a dar, por ejemplo, el extremo de que en las elecciones locales de Essen el industrial Alfred Krupp fuera el único votante de primera clase, de manera que su voto personal equivalía a un 33,3 % de todo el padrón electoral.

### En la actualidad
En la mayoría de democracias liberales actuales, grandes proporciones del censo están privadas de derecho al voto. Los menores de edad, los extranjeros y los enfermos y deficientes mentales no tienen derecho al voto en la mayoría de las democracias contemporáneas. Esta situación no es homogénea y en países como España los adolescentes no pueden votar pero los discapacitados mentales sí tienen derecho a voto, mientras que en otros como Austria tal derecho se adquiere a los 16 años de edad; en otros, como Alemania, los discapacitados intelectuales no tienen derecho al sufragio y los adolescentes pueden votar en comicios regionales solo en algunos länder, mientras que en Estados Unidos a la población reclusa se le deniega el derecho al voto.